# 卡普林鱷屬
卡普林鳄（学名：Capelliniosuchus）是沧龙科已灭绝的一属，化石发现于意大利，由西蒙内利于1896年描述，最初被当作一种类似噬蜥鳄的中喙鳄科动物。然而，锡罗蒂在重新研究正模标本后认为它是霍夫曼沧龙的次异名。2014和2017年的两篇论文则认为其与霍夫曼沧龙是不同物种。属名致敬古生物学家乔瓦尼·卡佩利尼。
阿尔弗雷德·罗默曾误将其学名拼写作Capellineosuchus。